# Sphrageidus perixesta
Sphrageidus perixesta är en fjärilsart som beskrevs av Collenette 1954. Sphrageidus perixesta ingår i släktet Sphrageidus och familjen tofsspinnare. Inga underarter finns listade i Catalogue of Life.